# Пальма-ді-Монтек'яро
Пальма-ді-Монтек'яро (італ. Palma di Montechiaro, сиц. Parma di Muntichiaru) — муніципалітет в Італії, у регіоні Сицилія, провінція Агрідженто.
Пальма-ді-Монтек'яро розташована на відстані близько 540 км на південь від Рима, 110 км на південь від Палермо, 22 км на південний схід від Агрідженто.
Населення — 23 571 особа (2014).
Щорічний фестиваль відбувається 8 вересня. Покровитель — Maria SS. del Rosario.

## Демографія
Населення за роками:

Станом на 1 січня 2023 року в муніципалітеті офіційно проживали 492 іноземці з 31 країни, серед них 299 громадян країн Євросоюзу.

## Сусідні муніципалітети
- Агрідженто
- Камастра
- Ліката
- Наро